# Le Grand Jeu (film, 1934)
Pour les articles homonymes, voir Le Grand Jeu.
Pour plus de détails, voir Fiche technique et Distribution.
Le Grand Jeu est un film français réalisé par Jacques Feyder, sorti en 1934.

## Synopsis
Un jeune avocat, Pierre, se ruine pour les beaux yeux de sa maîtresse Florence et, pour éviter le scandale, s’engage dans la Légion étrangère.
Dans le bled, il rencontre Irma, une jeune prostituée qui est le sosie de Florence, mais dont la couleur des cheveux et la voix sont différentes. Tout en rêvant toujours de Florence, il s’attache à Irma qui devient serveuse dans un établissement appartenant à une cartomancienne, Mme Blanche, et à M. Clément. Pierre est amené à tuer ce dernier qui agressait Irma.
Au terme de son engagement, Pierre retourne en Europe avec Irma et retrouve Florence, qui n’éprouve plus de sentiment pour lui. Ayant perdu ses illusions vis-à-vis des deux femmes, il choisit de se réengager dans la Légion et de mourir au combat, mort qui lui a été prédite par Mme Blanche lorsqu’elle lui a tiré « le grand jeu ».

## Fiche technique
- Titre : Le Grand Jeu
- Réalisation : Jacques Feyder, assisté de Charles Barrois et Marcel Carné
- Scénario : Jacques Feyder et Charles Spaak
- Dialogues : Charles Spaak
- Musique : Hanns Eisler
- Photographie : Maurice Forster et Harry Stradling
- Montage : Jacques Brillouin
- Décors : Alexandre Trauner et Lazare Meerson
- Production : Films de France
- Pays de production :  France
- Format : noir et blanc - 1,37:1 - mono - 35 mm
- Genre : drame, aventure
- Durée : 120 minutes
- Date de sortie : 
  - France : 2 mai 1934

## Distribution
- Marie Bell : Florence et Irma
- Pierre Richard-Willm : Pierre Martel alias Pierre Muller
- Charles Vanel : M. Clément
- Françoise Rosay : Mme Blanche
- Georges Pitoëff : Nicolas Ivanoff
- Camille Bert : le colonel
- André Dubosc : Bernard Martel
- Pierre Larquey : Gustin
- Lyne Clevers : Dauville
- Nestor Ariani : Aziani
- Guérard : le livreur
- Pierre de Guingand : le capitaine
- Henri Chomette
- Louis Florencie : Fenoux
- Pierre Labry : le cantinier
- Olga Velbria : Aïchouch
- Simone Cerdan  : non créditée
- Geno Ferny : l’employé des douanes
- Jean-François Martial : un légionnaire
- Jacques Normand : le capitaine de recrutement
- Maryse Wendling

## Autour du film
L'actrice Claude Marcy prête sa voix au personnage d'Irma interprété par Marie Bell.
Dans son article du 6 février 1935, paru dans Le Canard enchaîné, le critique et scénariste Henri Jeanson révèle qu'une partie des dialogues a été censurée à la sortie du film :

« Contrôle des films cinématographiques. Visa n°0039. Remis le 26 avril 1934 : 
- Au cours de la conversation dans le débit entre légionnaires et jeunes bleus, supprimer les mots : « La guerre, quoi ! Avant-hier les Rifains, hier les Chleuhs, demain... »
- Au moment où Blanche tire les cartes pour la première fois, supprimer les phrases : « "Tu vas tuer un homme, tiens, parbleu !" - "Ce ne sera pas la première fois" - "Non, non, pas en service" ».
- Au cours de la construction de la route, supprimer la phrase : « Ils défendent leur terre ». »

Une autre version de ce film a été réalisée en 1954 par Robert Siodmak, avec Gina Lollobrigida, Jean-Claude Pascal et Arletty.